# Музей фотожурналистики и фототехники
Музей фотожурналистики и фототехники — музей, действующий в Донецке.
Музей был открыт в июне 2008 года. Это единственный музей такого профиля на Украине. В музее представлены фотографии и личные вещи донецких фотокорреспондентов, фототехника. Есть стенды посвящённые Евгению Халдею, Ефиму Комму, Льву Азриелю, Борису Виткову, Валентину Гончарову[уточнить], Григорию Навричевскому. В коллекции музея более 500 раритетных и современных экземпляров фотоаппаратуры с аксессуарами.
Создан Донецким областным благотворительным фондом «Наследие» им. Бориса Виткова. Над созданием музея на протяжении более чем четырёх лет работали: Витков Александр Борисович, Виткова Наталья Анатольевна, Швецова Елена Александровна, Загибалов Александр Александрович. Также свои экспонаты в коллекцию передали дончане и представители землячеств донбассовцев из Киева, Москвы, других городов.
Экспозиция создана по историко-хронологическому принципу, используя тематический метод. Собрана коллекция из 300 раритетных экземпляров фотоаппаратуры и фотоаксессуаров. Также в музее хранится архив фотоматериалов. Площадь музея составляет 19,8 м². Директор музея — Александр Витков.
29 мая 2012 года была открыта вторая очередь музея. Музей был реконструирован, в нём появилась действующая фотолаборатория.